# Classe Okean
Pour les articles homonymes, voir Classe Okean (Garde-côtes).
La Classe Okean  est une classe de navire collecteur de renseignements russe dérivée de chalutiers de pêche.

## Navires
Les navires de Classe Okean sont issus de la transformation, entre 1959 et 1960, de 15 bateaux de pêche hauturière d'Allemagne de l'Est. Ils sont utilisés en service pour la première fois en 1970 lors d'un exercice global. Ce sont l’unité la plus petite et la plus nombreuse de la marine soviétique. Classés officiellement comme navires d'entraînement, ils sont en fait utilisés pour des tâches de collecte d'informations électroniques. La structure est celle habituelle des navires de pêche océanique, avec un bloc de superstructure à l'extrême poupe, un long pont en avant. Cependant, à la différence des chalutiers classiques, les mats portent deux radars « Don Kay », des radiogoniomètres, récepteurs radar, etc.  
L'une des unités, Barograf, dispose de deux mitrailleuses 14,5 KPV couplées, mais en général, le navire n'est équipé que d'armes légères et de missiles anti-aériens SA-7. Les différents sous-groupes de navires sont conçus selon différentes configurations, telles que des aménagements supplémentaires et une série d’arrangements pour les instruments électroniques. La caractéristique constante est la présence de deux bateaux de sauvetage, juste  à l'arrière, sur le côté de la petite cheminée.

## Zone de déploiement
Certains de ces navires sont déployés aux abords des bases ou installations stratégique des pays européens. Les mouvements de chalutiers décrits comme « hérissés d’antennes et de radars » sont fréquents, à l'époque de la guerre froide, autour de l'île Longue, qui abrite les sous-marins nucléaires français. 